# 盤状集積葬
盤状集積葬（ばんじょうしゅうせきそう）とは、主に三河湾周辺の縄文時代の貝塚で多く見つかっている埋葬の状態。
一旦土葬して白骨化した遺体を掘り出して大腿骨を井桁状に組み、その中に他の骨を入れた上で再葬したもので、井桁の四隅の下に頭蓋骨を配置した例もある。盤状集骨葬（ばんじょうしゅうこつそう）や盤状集積墓（ばんじょうしゅうせきぼ）とも呼ばれる。

## 確認された遺跡
- 本刈谷貝塚（愛知県刈谷市）[3]
- 宮東第1号貝塚（愛知県刈谷市）
- 枯木宮貝塚（愛知県西尾市）[1][4]
- 保美貝塚（愛知県田原市）[2]
- 吉胡貝塚（愛知県田原市）[5]
- 伊川津貝塚（愛知県田原市）[6]